# Detlef Kahlert
Detlef Kahlert, född 1 augusti 1962, är en tysk bågskytt. Han deltog vid olympiska sommarspelen 1984 och olympiska sommarspelen 1988.